# Crailsheim Merlins
El Crailsheim Merlins, conocido por motivos de patrocinio como Hakro Merlins Crailsheim, es un equipo de baloncesto alemán con sede en la ciudad de Crailsheim, que compite en la ProA, la segunda división de su país. Disputa sus partidos en el Arena Hohenlohe, con capacidad para 3000 espectadores. El club es parte de la asociación deportiva TSV Crailsheim.

## Nombres
- Crailsheim Merlins

(1986-2007)
- Proveo Merlins Crailsheim

(2007-2009)
- Crailsheim Merlins

(2009-actualidad)

## Registro por temporadas
| Temporada | División | Liga | Posición | Play-Offs        | Competición Europea |
| --------- | -------- | ---- | -------- | ---------------- | ------------------- |
| 2007–2008 | 3        | ProB | 5º       | –                | –                   |
| 2008-2009 | 3        | ProB | 1º       | Campeón          | –                   |
| 2009–2010 | 2        | ProA | 6º       | –                | –                   |
| 2010–2011 | 2        | ProA | 6º       | –                | –                   |
| 2011-2012 | 2        | ProA | 4º       | Semifinales      | –                   |
| 2012-2013 | 2        | ProA | 11º      | –                | –                   |
| 2013-2014 | 2        | ProA | 2º       | Ascenso          | –                   |
| 2014-2015 | 1        | BBL  | 18º      | Descenso         | –                   |
| 2015-2016 | 1        | BBL  | 18º      | Descenso         | –                   |
| 2016-2017 | 2        | ProA | 2        | Cuartos de final | –                   |
| 2017-2018 | 2        | ProA | 2        | Ascenso          | –                   |
| 2018-2019 | 1        | BBL  | 10º      | –                | –                   |

## Palmarés
- Subcampeón de la BBL-Pokal : 1

2022
- Subcampeón de la ProA : 1

2014
- Semifinales de la ProA: 1

2012
- Campeón de la ProB: 1

2009

## Jugadores destacados
| - Adnan Arnautalić - Nedim Lokvancić - Jurica Puljić - Duane Dacres - Daniel Dzinić - José Barco - Tuukka Kotti - Phil Jones - Liam Carpenter - Matthew Lord - Bastian Behrens - Martin Bogdanov - Markus Buchmann - Daniel Dörr - Patrick Flomo - Jannik Freese - Lucas Gertz - Steffen Haufs - Michael Heck - Michael Jost - Andreas Kronhardt - Philipp Lieser - Benjamin Lischka - Steven Monse - Max Rockmann - Joshiko Saibou - Tim Schwartz - Ryan Anderson - Tari Anderson - Daniel Bailey - Billy Baptist - Craig Bradshaw - Sean Brooks - Stan Bufford |  | - John Bynum - Jordan Callahan - Andre Calvin - Adam Chubb - Elton Coffield - Derek Coleman - Aaron Cook - Rickie Crews - Josten Crow - Christopher Dunn - Shy Ely - Robert Ferguson - Reggie Fuller - Mike Gordon - Ira Graham - Antonio Graves - Kameron Gray - Chase Griffin - Chuck Harris - Mark Hill - Nimrod Hilliard IV - Matt Hoover - Brandon Johnson - Haakim Johnson - Stevie Johnson - Jerome LaGrange - Walter Lemon Jr. - Matthew Marinchick - Gabe Martin - Todd Martin - Mark McAndrew - Carlos Medlock - Sean Mosley - Jared Newson |  | - Mike O'Neill - Jejuan Plair - Charles Reed - Jonathan Reibel - Kourtney Roberson - Brandon Robinson - Mike Rose - Fontaine Saltes - Thomas Shewmake - Garrett Sim - Jesse Smith - Matt Stainbrook - Jared Stohl - Frankie Sullivan - Kevin Tiggs - Chad Timberlake - Justin Tubbs - Liki Turner - Derrick Washington - Darryl Webb - Edward Williams - Frank Young - Toot Young - Willie Young - Mike Zuiderveen - Toni Karaiskos - Antonis Sivorotka - Mark Reynolds - Jóhann Ólafsson - Vytenis Čižauskas - David Bouwmeester - Andrei Talaba - Zoran Borovnica - Siniša Trkulja |  | - Andriy Agafonov - / Tony McCrory - / Nicholas Maglisceau - / Blanchard Obiango - / Tommi Martinović - / Mario Matić - / Igor Starcević - / Gabriel Tomić - / Yorman Polas Bartolo - / Raúl Cárdenas - / Karim Aw - / Konstantin Karamatskos - / Gideon Rietti - / Tomasz Szewczyk - / Konrad Wysocki - / Milan Azanjać - / Bozo Krncević - / Kris Jensen - / Eaglin Fulton - / Joseph Buck - / Chris Frazier - / Chris Heinrich - / Darrell Mickens - / Jonathan Moore - / Jeramie Woods - / John Griffin - / Greg Miller - / Steven Pratta - / Chris Otule |